# Feedback File
Feedback File (フィードバック・ファイル, Fīdobakku Fairu) je prvi kompilacijski album japanskog rock sastava Asian Kung-Fu Generation, objavljen 25. listopada 2006. Album se uglavnom satojao od pjesama s B strane prijašnjih albuma, te nastupa uživo. Iznimka su jedino dvije nove pjesme Kaiga Kyoushitsu i Doudoumeguri No Yoru. Uz album se nalazio i bonus DVD sa snimakama nastupa uživo.

## Popis pjesama
1. Entrance (エントランス, Entoransu)
2. Rocket No.4 (ロケットNo.4, Roketto No.4)
3. Art Class (絵画教室, Kaiga Kyōshitsu)
4. Siren #2 (サイレン#2, "Siren #2")
5. Twilight Crimson (夕暮れの紅, Yūgure no Aka)
6. Hold me tight
7. Road Movie (ロードムービー, Rōdomūbī)
8. Fish That Don't Fly (飛べない魚, Tobenai Sakana)
9. A Night of Going in Circles (堂々巡りの夜, Dōdōmeguri no Yoru)
10. Lies and a Wonderland (嘘とワンダーランド, Uso to Wandārando)
11. Forever (永遠に, Eien ni)
12. Self-Absorbed Search (2004. Shibuya-AX) (自閉探索, Jihei Tansaku)
13. Flashback (2004. State Hitachi Seaside Park) (フラッシュバック（2004 国営ひたち海浜公園）, Furasshubakku (2004. Kokuei Hitachi Kaihin Kōen)
14. Understand (2004. State Hitachi Seaside Park) (アンダースタンド（2004 国営ひたち海浜公園）, Andāsutando (2004. Kokuei Hitachi Kaihin Kōen)
15. N.G.S (2005. Shibuya-AX)
16. Re:Re: (2006. Yokohama Arena) (Re:Re:（2006 横浜アリーナ）, Re:Re: (2006. Yokohama Arīna)

#### Bonus DVD
1. Haruka Kanata (2003. Shibuya Club Quattro) (遥か彼方 (2003 渋谷クラブクアトロ))
2. Mirai no Kakera(2003. Shinjuku Liquidroom)(未来の破片 (2003 新宿リキッドルーム))
3. Kimi to Iu Hana (2004. Government Managed Seaside Park)(君という花 (2004 国営ひたち海浜公園))
4. Rewrite (2005. SHIBUYA-AX) (リライト)
5. Loop & Loop (2005. Yokohama Arena) (ループ&ループ (2005 横浜アリーナ))

## Produkcija
- Masafumi Gotō - vokal, gitara, tekst
- Takahiro Yamada - bas, prateći vokali
- Kensuke Kita - gitara, prateći vokali
- Kiyoshi Ijichi - bubnjevi
- Tohru Takayama - mikser
- Mitsuharu Harada - mastering
- Kenichi Nakamura - snimatelj
- Asian Kung-Fu Generation - producent

## Vanjske poveznice
- Feedback File na MusicBrainz